# Archilobesia
Archilobesia là một chi bướm đêm thuộc phân họ Olethreutinae, họ Tortricidae Tortricidae.

## Các loài
- Archilobesia chresta Diakonoff, 1973
- Archilobesia crossoleuca (Meyrick, 1933)
- Archilobesia drymoptila (Lower, 1920)
- Archilobesia formosana Diakonoff, 1973